# Лаїшевський кантон
Лаїшевський кантон (тат. Лаеш кантоны) — адміністративно-територіальна одиниця у складі Татарської АРСР, яка існувала у 1920—1927 роках. Центр кантона — місто (з 1926 — село) Лаїшево. Площа — 4,6 тис. км². Населення — 166,1 тис. осіб (1926).
За даними 1926 року в кантоні було 9 волостей:
- Больше-Салтанська
- Кугарчинська
- Нармонська
- Ново-Аришська
- Пановська
- Рибно-Слобідська
- Сараловська (центр — с. Татарські Сарали)
- Тюлячинська
- Чирновська

Волості ділилися на 185 сільрад.
У 1922 році частина території Лаїшевського кантону відійшла до Чистопольського кантону. У 1927 році Лаїшевский кантон був скасований. На його території були утворені райони, а невелика частина відійшла до Арського кантону.